# Supercoppa islandese 2023 (pallavolo maschile)
La Supercoppa islandese 2023, 7ª edizione della Supercoppa nazionale di pallavolo maschile, si è svolta il 9 settembre 2023: al torneo hanno partecipato due squadre di club islandesi e la vittoria finale è andata per la quarta volta consecutiva al KA Akureyri.

## Regolamento
La formula ha previsto una gara unica.

## Squadre partecipanti
| Squadra     | Qualificazione                     |
| ----------- | ---------------------------------- |
| Hamar       | Vincitrice Coppa d'Islanda 2022-23 |
| KA Akureyri | Vincitrice Úrvalsdeild 2022-23     |

## Torneo
| 9 settembre 2023 KA heimilið, Akureyri Durata: 1h:55 - Spettatori: ? | KA Akureyri | 3 - 1 | Hamar | 23-25, 25-19, 25-22, 25-19 |